# Jebel Jais
Jebel Jais è una montagna localizzata nella Penisola Arabica, situato al confine tra Emirati Arabi Uniti e Oman, anche se la sua cima si trova nel territorio dell'Oman, a 400 m. dal confine, caratterizzata da un'altezza di 1 911 m
Le temperatura più bassa fatta registrare è stata di -5 gradi della scala Celsius il 3 febbraio 2017, accompagnata da 10 centimetri di neve sul terreno.